# غاري شنايدر
غاري شنايدر (بالإنجليزية: Gary Schneider)‏ هو مصور أمريكي، ولد في 1954 في نيويورك في الولايات المتحدة.

## وصلات خارجية
- الموقع الرسمي